# 칸나이 전투
칸나이 전투(영어:Battle of Cannae, 라틴어 Belllum Canae)는 기원전 216년 이탈리아 중부 아프리아 지방의 칸나이 평원에서 로마 공화정 육군과 카르타고 육군 사이에 벌어진 전투이다. 이 전투에서 한니발이 지휘하는 카르타고군은 완벽한 포위 작전으로 로마군을 전멸시켜 현대에도 포위섬멸전의 교본으로 남아 각국 사관학교에서 중요하게 다뤄지고 있다. 라틴어 자모로 e는 '에'라고 읽기 때문에, Cannae를 칸나에, 칸네라고도 외래어 표기를 한다. 

## 지휘관
- 카르타고측 지휘관 : 한니발(Hannibal)
- 로마 공화정측 지휘관 : 타렌티우스 바로(Tarentius Varro), 루키우스 아이밀리우스 파울루스

## 배경
로마를 굴복시키기 위해 한니발은 기원전 218년 알프스산맥을 넘어 이탈리아반도에 침입했다. 한니발은 연이은 트레비아강 전투, 트라시메네호 전투에서 로마군에게 엄청난 피해를 주었다. 로마 원로원은 급히 파비우스 막시무스를 독재관에 임명했다. 파비우스는 한니발과의 전투를 교묘히 피하면서 지구전으로 카르타고군을 소모시킬 생각이었다.
그러나 한니발에 의해 이탈리아 전역이 약탈당하게 되자, 파비우스의 작전을 이해하지 못한 로마 시민들은 그를 겁쟁이라고 비난하며 한니발과의 결전을 바라는 목소리를 높였다. 이를 받아들인 원로원은 파비우스의 임기가 끝나는 동시에 루키우스 아이밀리우스 파울루스와 가이우스 타렌티우스 바로 두 사람을 집정관에 임명하여 적극적인 공세로 나가라고 요청했다.
두 집정관은 약 8만의 군단을 이끌고 한니발과 싸우기 위해 나섰다. 파울루스는 한니발과의 정면대결을 피하자고 주장했으나, 바로는 결전을 바라고 있었다. 기원전 216년 8월 2일 남이탈리아 아풀리아 지방의 칸나이 부근에서 당일 최고지휘관이 된 바로와 한니발에 의해 전사상 이름 높은 칸나이 전투가 시작되었다.

## 전투과정

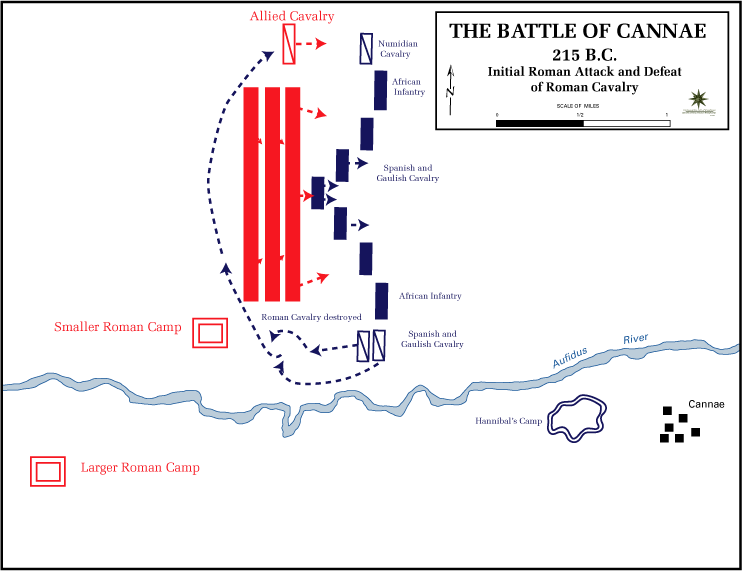
로마군의 공격(붉은색)

로마군은 1만의 병력을 야영지 경비를 위해 남기고, 남은 7만여 명을 전장에 배치했다. 포진은 주력인 중장보병을 중앙에 배치하고, 그 앞쪽에 경장보병을 배치, 우익을 로마 기병, 좌익을 동맹군 기병을 배치했다. 로마군의 작전 의도는 중장보병에 의한 중앙돌파에 있었고, 그 때문에 각 중대(마니풀루스;로마군의 군단단위)의 간격을 좁게 하여 전투열인 중앙을 두텁게 하였다. 중앙의 지휘는 전(前)집정관(프로콘술)인 세르빌리우스가 담당하고 파울루스는 우익기병, 바로는 좌익기병을 지휘했다.
카르타고군의 포진은 중앙에 중장보병, 그 앞쪽에 경장보병, 양 날개에 기병을 배치한 것은 로마군과 동일하였다. 그러나 한니발은 중장보병을 활처럼 휘는 모양으로 배치해 튀어나와 있는 중앙부에 병력을 집중시켜 종심을 깊게 했다. 이런 진형을 짠 한니발의 의도는 중앙에서 적 주력을 붙잡고 있는 사이에 양익을 적 양익과 격돌시켜 그들을 격멸하고 돌파하여 적 전체를 포위하기 위한 전략이었다.
맹공격이 예상되는 중앙에는 어느 정도 피해를 예상하고 갈리아 보병과 에스파냐 보병을 배치하고, 그 양익에는 숙련된 카르타고 보병을 배치했다. 거기에 보병 전투열의 우익에는 누미디아 기병을, 좌익에는 에스파냐-갈리아 기병을 배치했다. 카르타고군은 로마군에 비해 전군에서 기병이 차지하는 비율이 높았고, 그 질과 숫자도 로마군의 기병에 비해 매우 높았다.
한니발은 누미디아 기병을 한노에게 지휘시키고, 에스파냐-갈리아 기병은 하스드루발에게 지휘를 맡겼다. 우익의 카르타고 보병은 마고에게 지휘를 맡겼고, 한니발 자신은 좌익의 카르타고 보병을 이끌었다.

### 전투시작

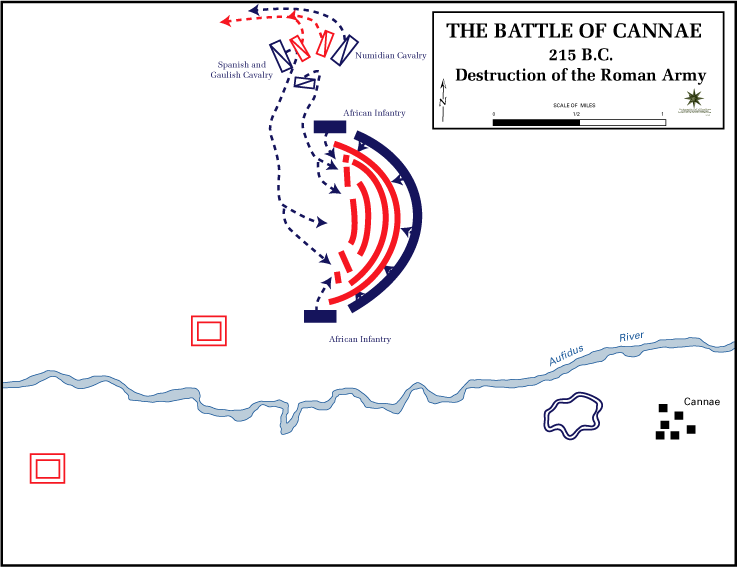
패주하는 로마기병과 포위당하는 로마보병

전투개시와 동시에 로마군의 중장보병은 카르타고의 보병 전투 대열을 돌파하며 전진했다. 에스파냐-갈리아 보병이 겨우 버티었기에 활의 휜 부분에 다다르자 로마군 중앙의 전진속도가 다소 느려지게 되었다. 그사이 카르타고군 좌익의 에스파냐-갈리아 기병이 우세한 전력으로 로마군 우익기병을 압도하여 이들을 패주시켰다. 한편 카르타고군 우익의 누미디아 기병과 로마군 좌익의 동맹군 기병은 호각지세로 전투를 벌이고 있었다.
아군의 전투 대열 중앙이 압도당하는 것을 본 한니발은 양익의 카르타고 보병을 전진시켜 로마군 전투열의 양익을 압박해 들어갔다. 한편 로마군 좌익기병을 패주시킨 하스드루발 지휘하의 에스파냐-갈리아 기병은 바로 방향을 바꿔 누미디아 기병과 교전하는 동맹군 기병을 협공했다. 전력으로 약세였던 동맹군 기병은 얼마안가 패주하기 시작했다. 카르타고 기병은 도망치는 로마군을 쫓지 않고 로마군 중앙의 후방으로 방향을 돌려 돌입했다.
로마군 중앙 전투 대열은 거의 카르타고군 중앙을 돌파하고 있었으나, 전투 대열 양익은 카르타고 보병이 우세함을 보여 그쪽 방면의 로마군은 전진하지 못하고 있었다. 이 시점에서 로마군 중앙은 V자 형태로 이루어져 있었다. 이때 양익의 로마군 기병을 패주시킨 카르타고군 기병이 후방에서 공격해왔다. 후방을 공격당한 로마군은 패닉상태에 빠져 밀집하기 시작했고 이 때문에 중앙의 병사들은 몰려드는 병사들에 압박을 못 이기고 압사당했다.
전방을 에스파냐-갈리아 보병, 측면을 카르타고 보병, 후방을 카르타고, 누미디아 기병에게 완전히 포위당한 로마군은 도망치지도 못하고 괴멸당하기에 이른다. 이 전투에서 로마군은 거의 6만 명에 이르는 사상자(대부분이 전사)가 나왔다. 또한 야영지에 남아있던 1만여 명은 포로가 되었다.
그날 최고지휘관이었던 바로는 도망쳤으나, 다른 지휘관인 파울루스는 전사했으며 중앙을 지휘하던 세르빌리우스와 독재관 미누키우스도 전사하고 기타 80여 명의 원로원의원도 전사했다.
당시 원로원은 최대일 때도 300명을 넘지 않았기 때문에 4명 중에 1명 이상 꼴로 전사한 것이었다. 반면 카르타고군의 피해는 6,000명 정도였고, 그 대부분은 중앙의 에스파냐-갈리아 병사들이었다. 이 전투는 로마 측에게 인적손실로는 엄청난 피해를 입혔고 로마 시민들과 원로원에게 커다란 충격을 주게 되었다.

## 전후영향
이 전투 후 로마는 한니발과의 정면대결은 피하고 지구전으로 전략을 변경하였다. 파비우스 막시무스, 마르쿠스 클라우디우스 마르켈루스 두 명의 집정관이 공격대상을 시칠리아와 에스파냐 등 카르타고 주변으로 변경하여 바깥에서의 붕괴를 노렸다.
우세한 해군력을 바탕으로 카르타고해군을 위협해 카르타고 본국으로부터 한니발에 대한 보급을 끊었다. 그리고 전력의 재편성과 더불어 칸나에 패전의 원인이었던 기병육성에 노력하여 훗날 자마 전투에서 승리를 얻게 되었다. 또한 기병의 조달은 상대적으로 어려움이 많았기 때문에 동맹국의 기병과 누미디아 기병에게 의뢰하는 경우가 많았다.
한편 한니발은 이 승리로 인해 로마 동맹도시가 배반하기를 기대했으나, 동맹도시의 약속은 그대로 지켜져 충분한 성과는 올리지 못했다. 적지에서 보급에 대한 어려움을 겪던 한니발은 로마를 공격하지 않고, 비옥하고 카르타고 본국과도 연락을 취할 수 있는 이탈리아 남부로 공격방향을 바꾸었다.

## 칸나이 전투당시 사용한 전술
칸나이 전투당시 한니발은 로마의 주력 부대를 포위 섬멸하였는데, 이는 포위섬멸전의 교과서적 예라 할 수 있어서 모든 사관학교에서 기본적으로 가르치는 전투이기도 하다. 로마의 집정관 바로는 우세한 병력을 살려 주력인 중장보병으로 적 주력을 분쇄하는 교과서적 진형을 펼쳤으며, 수적으로 우세한 로마군 보병을 상대로 카르타고의 한니발은 경보병과 주력인 중장보병으로 정면에서 지연전을 펼치면서 적 주력을 끌어들이고 동시에 우세한 기병대를 이용하여 로마군의 측면을 보호하는 기병을 빠른 시간 안에 물리치는 전술을 구상하였다.
예상대로 로마군 기병의 2배를 넘는 강력한 좌익 기병이 로마군 우익 기병을 분쇄하고, 대등한 수효였던 우익 기병도 로마군 좌익 기병을 부수는 사이 정면의 용병대와 중장보병이 로마군 보병 주력을 효과적으로 잡아두게 되었다. 양익으로 펼쳐진 용병대를 패주의 신호로 읽고 예비인 트리아리까지 투입한 로마군에 대해, 단지 양쪽으로 기동했을 뿐인 경보병부대와, 로마군 기병을 분쇄한 좌우익 기병대로 구성된 포위진을 형성한 카르타고군은 애초의 수적 열세에도 불구하고 포위섬멸전을 통한 압도적인 승리를 거두게 된다.

## 이후 경과
다만 정치적으로는 로마의 전쟁의지를 꺾지 못했기 때문에, 한니발은 이후에도 이탈리아 반도를 계속 돌아다니며 로마의 동맹국을 괴롭혔다. 로마의 동맹국들을 카르타고 편으로 돌려 로마를 고립시키는 의도였으며, 실제로 이탈리아 남부 대부분을 휘하에 넣기도 하였으나 끝내 로마의 항복을 받는 데는 실패했다. 결국 한니발은 16년간에 걸친 로마와의 전쟁을 끝맺지 못하고 아프리카 본국으로 돌아와 스키피오가 이끄는 로마 원정군과 자마에서 대결한다. 하지만 스키피오는 카르타고 육군과의 칸나에 전투로써 카르타고 육군의 전술을 배웠고, 카르타고 육군의 군인들은 오랜기간동안 군사훈련을 받은 군인이 아닌 신병이 많았던 탓에, 자마 전투에서도 패하고, 카르타고는 2차 포에니 전쟁에서 로마 공화정에 항복한다. 

## 참고 문헌
- (일본어) 『ローマ人の物語　ハンニバル戦記』(塩野七生)
- (일본어) 『世界戦史　歴史を動かした七つの戦い』(有坂純)
- (일본어) 『カルタゴ興亡史』(松谷健二)
- 김경묵, 우종익, 《이야기 세계사1》, 청아출판사